# Antiblemma purpuripicia
Antiblemma purpuripicia là một loài bướm đêm trong họ Erebidae.